# Marius Bunescu
Marius Bunescu, né le 15 mai 1881 à Caracal et mort le 31 mars 1971 à Bucarest, est un peintre roumain du XXe siècle, instigateur du musée national d'Art de Roumanie et directeur du musée Anastase Simu (ro). Il a apporté des contributions importantes à la Roumanie, tant sur le niveau artistique, avec plusieurs peintures à son actif, mais aussi sur le plan social, en ayant été administrateur de plusieurs musées de Bucarest.

## Biographie

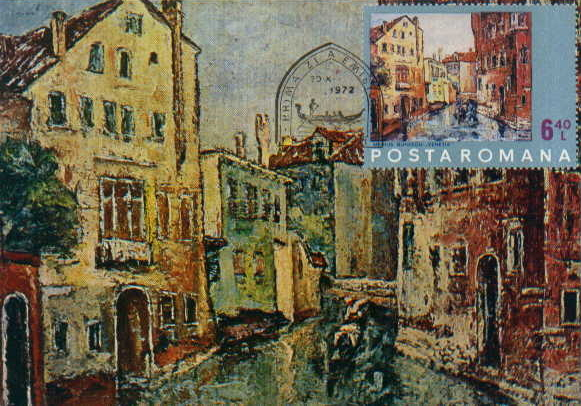
Venise (Veneția) par Bunescu, sur une carte postale roumaine de 1972.

Né à Caracal dans le județ d'Olt en 1881, Marius Bunescu passe les vingt premières années de sa vie sans vraiment avoir été en contact avec la peinture. Il est autodidacte, passant sa jeunesse à essayer différents métiers, de comptable à dessinateur graphique. Il reçoit des premiers cours de peinture entre 1904 et 1906 à Constanța, sous la tutelle de Dimitrie Hârlescu. Il poursuit ses études artistiques en Allemagne, à l'académie des beaux-arts de Munich, comme de nombreux artistes roumains prometteurs dont Ștefan Luchian, Gheorghe Petrașcu, Theodor Pallady, Iosif Iser, Octav Băncilă, Nicolae Tonitza, Samuel Mützner, Cecilia Cuțescu-Storck et Ipolit Strâmbu. Il y termine sa formation artistique à l'atelier du peintre Hermann Groeber. Il a pendant un certain temps peint dans un style impressionniste allemand, mais se départ rapidement du style, son thème préféré, le paysage urbain, étant incompatible avec ce style.
Il expose pour la première fois au salon officiel de Bucarest en 1911, où il vend cinq œuvres, et entame sa première exposition solo en 1919, à la librairie Minerva. Un an plus tard, il commence sa longue carrière de directeur du musée du collectionneur Anastase Simu (ro), et après la mort de ce dernier, il devient aussi directeur du Mémorial Simu. En 1921, il participe à la création de l'Union des beaux-arts de Roumaine (ro), et en devient le président de 1923 à 1927.
L'entre-deux-guerres est la période pendant laquelle il est le plus productif, et où son style devient plus mature. Il effectue une série d'expositions personnelles, saluées par les critiques d'art et collectionneurs. Il édite le catalogue du Musée Simu en 1937 et reçoit le prix national de peinture en 1938. En 1940, il est fait chevalier de première classe. Pendant la Seconde Guerre mondiale, il est directeur général du musée Simu. Après 1947. Bunescu poursuit sa carrière artistique, sans toutefois changer de style en fonction des nouveaux styles qui émergent.
Outre les arts, Bunescu veut aussi créer un cadre institutionnel pour soutenir les artistes, ce qu'il réalise en participant à la fondation de l'union des beaux-arts. En 1949, il devient du directeur de l'union, et fonde plus tard le musée national d'Art de Roumanie. Il meurt en 1971 à Bucarest, âgé de 89 ans.

## Distinctions
- Commandant de l'ordre de la Couronne de Roumanie (le 7 novembre 1941).